# Kino (zespół muzyczny)
Kino (ros. Кино) – radziecki zespół rockowy założony w 1981 w Leningradzie przez Wiktora Coja, który do końca działalności zespołu pozostał jego liderem. Kino i Coj do dzisiaj są ikonami rosyjskiej rock kultury.
Muzykę zespołu można usłyszeć w filmie Siergieja Bodrowa Jr. Córki mafii. Dzieje zespołu były inspiracją nakręconego w 2018 filmu Lato w reżyserii Kiriłła Sieriebriennikowa.

## Historia
Zespół powstał latem 1981 w Leningradzie jako Garin i gipierbołoidy (Гарин и гиперболоиды). W pierwszym składzie znajdowali się Wiktor Coj (gitara i wokal), Aleksiej Rybin (gitara) i Oleg Walinski (perkusja), który niedługo potem musiał opuścić zespół na skutek poboru do wojska. Rok później nazwa została zmieniona na „Kino”. Ponieważ w Związku Radzieckim muzyka rockowa była uważana za „burżuazyjną”, Kino grało koncerty tylko w „podziemnych” klubach i w prywatnych mieszkaniach.
Latem 1982 został wydany ich pierwszy album, 45 (został tak nazwany z powodu swojej długości). Album powstał w oparciu o współpracę z zespołem Akwarium, jednak sprzedawany był metodą „undergroundową”. Jeszcze przed 1981 Coj nawiązał współpracę z liderem owej grupy – Borysem Griebienszczikowem, który udzielał się na kilku następnych nagraniach grupy. W 1983 wydano zawierający dema album zatytułowany 46, który powstał w charakterze bootlegu i nie był uznawany przez grupę za oficjalny. Krótko potem Rybin i Coj pokłócili się z powodu ich stosunku do grupy, w wyniku czego ten pierwszy odszedł z Kina, a jego miejsce zajął Jurij Kasparian. W 1984 do grupy dołączyli perkusista Gieorgij Gurianow i basista Aleksandr Titow. Wtedy grupa wydała swój drugi album zatytułowany Naczalnik Kamczatki, którego nazwa wzięła się z pracy Coja jako palacza w znajdującej się w jego bloku kotłowni nazywanej „Kamczatką”. Z owej płyty pochodzi jeden z największych hitów zespołu, zatytułowany Poslednij gieroj. W roku 1985 wydano trzeci album – Eto nie lubow'. Wtedy też Titow został zastąpiony na basie przez Igora Tichomirowa. Skład grupy uległ ostatecznej krystalizacji i do końca jej istnienia tworzyli ją Coj, Tichomirow, Kasparian i Gurianow.
Kino do 1986 pozostawało zespołem undergroundowym. Sytuacja ta zmieniła się, kiedy państwowe przedsiębiorstwo Miełodija wydało album Nocz zawierający nowe utwory. Stał się on hitem w ZSRR i przełomem w historii grupy, której popularność zaczęła wzrastać. Sam Coj jednak skrytykował tę płytę, gdyż została ona wydana bez wiedzy zespołu. Największą popularnością cieszył się wydany w 1988 album Gruppa krowi, którego tytułowa piosenka jest uznawana za sztandarowy przebój Kina. Z płyty tej pochodzą również inne znane utwory takie jak Zakroj za mnoj dwier, czy Stuk. Rok później grupa wylansowała płyty Zwiezda po imieni Sołnce i Poslednij gieroj, które podobnie jak ich poprzedniczki, stały się hitami.
Nocą 15 sierpnia 1990 wracający z łowienia ryb Coj zginął w wypadku samochodowym na 35. kilometrze trasy Sloka-Talsi, po tym jak zderzył się z autobusem. Zespół przygotowywał się wówczas do trasy koncertowej po Japonii i Korei Południowej. Zgon lidera doprowadził do rozwiązania grupy. Materiały nagrane przez wokalistę trafiły na płytę Czornyj Albom wydaną wkrótce po tym zdarzeniu. Pozostali członkowie zebrali się po raz ostatni w 2011 i nagrali ostatnią piosenkę Coja zatytułowaną Ataman. Dwa lata później, 20 lipca 2013, zmarł Gurianow. Kasparian wraz z byłym liderem zespołu Nautilus Pompilius – Wiaczesławem Butusowem założyli w 1997 grupę U-Piter, która istniała do 2017. Tichomirow zaś grał przez pewien czas w zespole Jurija Szewczuka – DDT. W 2020 Tichomirow, Kasparian i Titow za namową syna Coja – Aleksandra – postanowili zagrać dwa koncerty jako Kino, które odbyły się w październiku i listopadzie tegoż roku. Podczas nich wykorzystano archiwalne nagrania wokalisty.

## Muzycy

### Ostatni skład
- Wiktor Coj – śpiew, gitara (1981–1990)
- Jurij Kasparian(inne języki) – gitara (1983–1990)
- Gieorgij Gurjanow(inne języki) – perkusja (1984–1990)
- Igor Tichomirow(inne języki) – gitara basowa (1985–1990)

### Byli członkowie
- Oleg Walinski(inne języki) – perkusja (1981–1982)
- Aleksiej Rybin(inne języki) – gitara (1981–1983)
- Aleksandr Titow(inne języki) – gitara basowa, perkusja (1984–1985)
- Aleksiej Wisznia(inne języki) – automat perkusyjny (1985–1986)
- Borys Griebienszczikow – gitara, gitara basowa (1982–1985)

## Dyskografia

### Albumy studyjne
- 45 (ros.) 45 (1982)
- 46 (ros.) 46 (1982)
- Naczalnik Kamczatki (ros.) Начальник Камчатки (1984)
- Eto nie liubow’... (ros.) Это не любовь... (1985)
- Nocz (ros.) Ночь (1986)
- Gruppa krowi (ros.) Группа Крови (1988)
- Zwiezda po imieni Sołnce (ros.)Звезда по имени Солнце (1989)
- Poslednij gieroj (ros.) Последний герой (1989)
- Czornyj Albom (ros.) Чёрный Альбом (1990)

### Albumy koncertowe
- Koncert w Rok-Kłubie (ros.) Концерт в Рок-Клубе (1996)
- Pierwyje zapisi. „Garin i gipierbołoidy” (ros.) Первые записи. «Гарин и гиперболоиды» (2002)
- Live. 1988–1990 (ros.) Live. 1988–1990 (2002)
- Koncert w Dubnie. 1987 (ros.) Концерт в Дубне. 1987 (2002)
- Nieizwiestnyje zapisi (ros.) Неизвестные записи (2004)

### Albumy kompilacyjne
- Nieizwiestnyje piesni (ros.) Неизвестные песни (1992)
- (ros.) Legiendy russkogo roka. Kino Легенды русского рока. Кино (1996)
- Istorija etogo mira (ros.) История этого мира (2000)
- Łuczszyje piesni 82–88 (ros.) Лучшие песни 82–88 (2000)
- Łuczszyje piesni 88–90 (ros.) Лучшие песни 88–90 (2000)
- Grand Collection (ros.) Grand Collection (2001)
- Kino w kino (ros.) Кино в кино (2002)
- Poslednije zapisi (ros.) Последние записи (2002)